# Трубеж (приток Снова)
Трубеж — правый приток Снова, протекающий по Климовскому району (Брянская область, Россия). 

## География
Длина — 40 км. Площадь водосборного бассейна — 383 км². Русло реки (отметки уреза воды) в нижнем течении (бывшее село Ливорное) находится на высоте 129,0 м над уровнем моря, среднем течении (село Челхов при впадении Шапоревки) — 137,4 м, верхнем течении (село Холуповка) — 161,6 м. 
Русло извилистое, шириной 8 м и глубиной 0,8 м (в нижнем течении соответственно 10-12 м и 1,4-1,5 м). Пойма занята лугами и заболоченными участками, очагами с участием лесов (доминирование сосны). В приустьевой части создана сеть каналов, также в нижнем течении примыкают одиночные недлинные каналы. В долине реки есть месторождения торфа.
Берёт начало от двух ручьев один начинается непосредственно восточнее села Холуповка (Климовский район), другой — в урочище Ольшака, севернее села Ольховка (Злынковский район). Река течёт на юг и юго-восток. Впадает в Снов южнее села Кирилловка (Климовский район).
Притоки (от истока к устью): 
1. Добрынь п
2. Медведовка л
3. Шапоревка л
4. Соловей л
5. Ревочка л
6. Свинка п
7. Титева л

Населённые пункты на реке (от истока к устью):
Климовский район
1. Холуповка
2. Корытенка
3. Воробьёвка
4. Чолхов
5. Марковщина
6. Ясеновка
7. Куршановичи
8. Ливорное[1]
9. Кирилловка